# Coptosia compacta
Coptosia compacta är en skalbaggsart som först beskrevs av Édouard Ménétries 1832.  Coptosia compacta ingår i släktet Coptosia och familjen långhorningar.
Artens utbredningsområde är Iran. Inga underarter finns listade i Catalogue of Life.